# Emma Wortelboer
Emma Wortelboer (Deventer, 26 oktober 1996) is een Nederlandse presentatrice, werkzaam bij de publieke omroep BNNVARA.

## Levensloop
Wortelboer groeide op in Manderveen en ging naar de Openbare Scholengemeenschap Het Erasmus in Almelo, waar ze haar havodiploma behaalde. Ze speelde voetbal in het Dames 1 elftal van VV Manderveen en werd jeugdkampioen klootschieten van Twente.

### Carrière
Begin 2015 werd Wortelboer toegelaten op de BNN University. Ze was van 2016 tot 2018 verslaggever voor het televisieprogramma Spuiten en Slikken. Tussen 2018 en 2020 maakte zij voor De Wereld Draait Door (DWDD) het vaste onderdeel Yung DWDD. Sinds 14 november 2018 presenteert ze voor BNNVARA het YouTube-kanaal Emma's Peepshow waarop zij wekelijks een onderwerp bespreekt rond het thema seksualiteit, liefde en het menselijk lichaam. Ze geeft tips en ondervraagt kijkers naar eigen ervaringen over het onderwerp. Tijdens het Eurovisiesongfestival 2019 maakte zij namens Nederland de jurypunten bekend. In seizoen 2020-2021 nam Wortelboer deel aan De Slimste Mens, en behaalde de finale, waar ze derde werd. Samen met Renze Klamer presenteerde ze de Nationale 2020 Test van BNNVARA op 26 december 2020. Vanaf 9 januari 2021 presenteert ze samen met Jurre Geluk het wekelijkse BNNVARA-kinderprogramma Steken en prikken onder begeleiding van bioloog Roy Veldhuizen en huisarts Addy van der Woude.
Vanaf 10 april 2021 presenteert ze samen met Frank Evenblij het BNNVARA-programma met NPO Zapp-website Tik 'm aan met als juryleden kunstenaar Joseph Herscher, bekend om zijn komische kettingreactiemachines, en Anna Gimbrère, die wekenlang teams van twee personen met hun zelfgebouwde kettingreactiemachines beoordelen. In het najaar van 2023 maakt ze samen met Maarten van Rossem het programma Wortelboer en Van Rossem over generatieverschillen. Al eerder waren zij samen te zien in Boerderij van Dorst en daarvoor als kandidate en jury bij De Slimste Mens.

## Privé
Wortelboer heeft een relatie en kreeg met haar vriend in maart 2024 een dochter.

## Werk

### Presentator
- Spuiten en Slikken (BNNVARA, 2016–2018)
- 3 op Reis Midweek (BNNVARA, 2017–2018)
- Club Hub (BNNVARA, 2017–heden)
- Spuiten en Slikken Sekstest (BNNVARA, 2018)
- De Wereld Draait Door (onderdeel YUNG DWDD, BNNVARA, 2018–2020)
- Emma's Peepshow (BNNVARA, 2018–heden)
- Trippers (BNNVARA, 2019)
- De Nationale 2020 Test (BNNVARA, 2020) met Renze Klamer
- Steken en prikken (BNNVARA, 2021–heden) met Jurre Geluk[9]
  - Steken en prikken: Op vakantie (BNNVARA, 2023–heden) met Jurre Geluk[10]
- De vooravond (rubriek Emma's Motie van Vertrouwen, BNNVARA, 2021)
- Tik 'm aan (BNNVARA, 2021) met Frank Evenblij
- Dat snap je als je ouder bent (BNNVARA, 2021–heden)
- De Nationale 2021 Test (BNNVARA, 2021) met Natasja Gibbs
- Happy Trending (BNNVARA, 2022) met Défano Holwijn
- De Nationale 2022 Test (BNNVARA, 2022) met Patrick Lodiers
- Versus (BNNVARA, 2023–heden) met Ta Joela, Jesse Hoefnagels en Raïsha Zeegelaar
- Wortelboer en Van Rossem (BNNVARA, 2023–heden) met Maarten van Rossem
- Je zal het maar hebben (BNNVARA, 2023–heden)
- Pokerface (BNNVARA, 2024-heden)